# 스즈키 마사유키
스즈키 마사유키(일본어: 鈴木 雅之, 1958년 9월 6일 ~ )는 일본의 후지 TV의 제작 센터 제 1 제작실 소속의 드라마 PD, 영화 감독이다. 도쿄도 네리마구 카미샤쿠지이 출신.  닛카츠 예술 학원 졸업.

## 약력
1979년 닛카츠 예술 학원 졸업.  테레팟쿠·공동 텔레비전과 제작 회사를 섭렵, 와카마츠 세츠로와 후쿠모토 요시토 등 밑에서 연출 보조를 담당.  1994년 12월에 공동 텔레비 계열 자회사의 베이시스부터 후지 TV에 이적.  1999년에 《GTO》로 영화 감독 데뷔.
2018년 4월 30일자로 제 1 제작 실장에서 제너럴 디렉터가 된다. 스즈키 요시히로 이후 제 1 제작 실장에 후임이 된다.

## 감독 작품

### 영화
- 《GTO》 (1999년)
- 《기묘한 이야기 영화 특별편 - 케이타이 츄신구라》 (2000년)
- 《NIN×NIN 닌자 핫토리군 THE MOVIE》 (2004년)
- 《HERO》 (2007년)
- 《프린세스 도요토미》 (2011년)
- 《HERO 2》 (2015년)
- 《혼노지》 (2017년)
- 《매스커레이드 호텔》 (2019년)

### 텔레비전 드라마
- 《내 여동생 주가 급상승》 (1987년)
- 《당신이 원하는》 (1989년)
- 《이 설레임을》 (1989년)
- 《이상한 사건 》(1989년 ~ 1990년)
- 《언제나 누군가를 사랑해》 (1990년)
- 《기묘한 이야기》 (1990년 ~ 2013년)
  - 공포의 감촉
  - 원숭이의 손모양
  - 너무 늦게 연인
  - 가을 특별편 「대타 안타를 치나요?」
  - 겨울 특별편 「대예언」
  - 가족의 초상
  - 봄 특별편 「또 한사람의 신부」
  - 목격자
  - 가을 특별편 「뉴스 아저씨」
  - 봄의 특별편 「기우」
  - 불행의 전설
  - 겨울 특별편 「망상 특급」
  - 겨울 특별편 「말의 전쟁」
  - 가을 특별편 「마에스트로」
  - 겨울 특별편 「선생님의 저런 일」
  - 가을 특별편 「공원 데뷔」
  - 봄 특별편 「재채기」
  - 봄의 특별편 「야간 열차의 남자」
  - 봄 특별편 「사이고노히토토키」
  - 가을 특별편 「이상의 스키야키」
  - 가을 특별편 「귀이개」
  - 봄 특별편 「AIR 닥터」
- 《언젠가 누군가와 외박!》 (1990년)
- 《새로운 OL 삼인 세 여행 2 「히다 온천 수증기 살인」》 (1991년)
- 《너희들이 있어 내가 있다》 (1992년)
- 《400번의 구타》 (1992년)
- 《시라토리 레이코입니다!》 (1993년 치프 디렉터)
- 《29세의 크리스마스》 (1994년 치프 디렉터)
- 《17세 -at seventeen-》 (1994년 치프 디렉터)
- 《임금님의 레스토랑》 (1995년 치프 디렉터)
- 《아직 사랑은 시작되지 않는다》 (1995년 치프 디렉터)
- 《롱 베케이션》 (1996년)
- 《이런 나에게 누가》 (1996년 치프 디렉터)
- 《3번 테이블 손님》 (1997년)
- 《나리타 이혼》 (1997년 치프 디렉터)
- 《총리라고 부르지마》 (1997년 치프 디렉터)
- 《세상에서 아빠가 제일 좋아》 (1998년 치프 디렉터)
- 《파워 오피스 걸》 (1998년 ~ 2002년, 2013년, 수석 디렉터)
- 《후루하타 닌자부로》 (1999년)
  - 제26회 「후루하타 닌자부로 vs SMAP」
  - 제27회 「쿠로 박사의 공포」
  - 제29회 「그 남자 정신에 대해서는」
- 《HERO》 (2001년, 2014년, 수석 디렉터)
- 《스타의 사랑》 (2001년 치프 디렉터)
- 《열렬적 중화반점》 (2003년 치프 디렉터)
- 《타이코우키~원숭이라 불리운 남자~》 (2003년)
- 《도쿠가와 츠나요시~개라고 불린 남자~》 (2004년)
- 《사랑에 빠지면~나의 성공의 비밀~》 (2005년 치프 디렉터)
- 《정말로 있었던 무서운 이야기》
  - 심령 사진 (2005년)
  - 이상한 두 사람 (2006년 치프 디렉터)
- 《더 히트 퍼레이드~연예계를 바꾼 남자·와타나베 진 이야기~》 (2006년)
- 《무카이 치아키 꿈을 우주로 쫓아 사람》 (2006년)
- 《사슴 남자》 (2008년 치프 디렉터)
- 《결혼 활동!》 (2009년 치프 디렉터)
- 《프로포즈 형제~출생 순서가 다른 남자가 결혼하는 방법~》 (2011년)
- 《히가시노 게이고 미스테리즈》 (2012년) ※ 내비게이션 파트 연출
- 《프라이스리스 ~있을리 없잖아, 그런거!~》 (2012년 치프 디렉터)
- 《도련님》 (2016년)
- 《부는 바람은 가을》 (2017년)
- 《라디오 숀 하우스~방사선과 진단 보고서~》 (2019년)

## 수상 경력
- 1994년 제3회 더 텔레비전 드라마 아카데미상 감독상 (호시다 료코와 함께) ("29세의 크리스마스")
- 1995년 제5회 더 텔레비전 드라마 아카데미상 감독상 (코노 케이타와 함께) ("임금님의 레스토랑")
- 1995년 제7회 더 텔레비전 드라마 아카데미 상 감독상 (나카에 이사오, 우스이 류지, 이시자카 레이코와 함께) ("아직 사랑은 시작되지 않는다")
- 1996년 제11회 더 텔레비전 드라마 아카데미상 감독상 (이시자카 레이코와 함께) ("이런 나에게 누가")
- 2014년 제82회 더 텔레비전 드라마 아카데미상 감독상 ("HERO")